# Семёнов-Тян-Шанский, Андрей Петрович
Андре́й Петро́вич Семёнов-Тян-Ша́нский (до 1906 года — Семёнов; 21 июня 1866 — 8 апреля 1942) — русский, советский географ, энтомолог, колеоптеролог и переводчик, сын знаменитого географа, путешественника и государственного деятеля Петра Петровича Семёнова-Тян-Шанского.

## Биография
Родился 21 июня 1866 года в Петербурге. В Петербургском университете он учился сначала на историко-филологическом, потом на физико-математическом факультетах, причём занимался ботаникой у А. Н. Бекетова, а зоологией — у академика В. М. Шимкевича и А. М. Никольского.
Помимо отца, знаменитого географа, путешественника и государственного деятеля Петра Петровича Семёнов-Тян-Шанского, большое влияние на него оказали зоолог и путешественник Н. А. Северцов, а его непосредственным руководителем в области систематики насекомых некоторое время был А. Ф. Моравиц, в то время хранитель энтомологических коллекций Зоологического музея. Первая энтомологическая статья Андрея Петровича вышла в 1887 году и была посвящена некоторым видам жужелиц рода Carabus фауны России.
В 1888—1889 годах совершил поездки по Закаспийской области и Западному Туркестану, где изучал энтомофауну. С 1890 года работал в Зоологическом музее Петербургской академии наук (позже — Зоологический институт АН СССР), почётный член Русского энтомологического общества (1909, с 1914 года — его президент).

## Последние дни и смерть
В 1941 году, на пенсии, учёный продолжал работать в институте, все сотрудники готовились отметить его 75-летие, но началась Великая Отечественная война.
До последних дней своей жизни остался в блокадном Ленинграде. Его последние поэтические строки были им написаны 13 января 1942 года:
Страшной ценою ты дважды купил, 
О, мой город великий,
Светлую славу свою.
Жертвою миллионов людей в созидание
Всеобщего счастья влил ты могучий свой ток,
Жизнь ограждая народов,
Даря им всеобщее благо,
Истинный город-герой.
Андрей Петрович Семёнов-Тян-Шанский умер от воспаления лёгких 8 апреля 1942 года в Ленинграде, по другим источникам — 7 марта 1942. Похоронен рядом с отцом и умершей в 1906 году сестрой Ольгой на Смоленском православном кладбище.

## Биогеография
Разработал принципы биогеографического районирования Палеарктики и выявил генезис высокогорных фаун (предложил ряд неприжившихся понятий и терминов). Среднюю Азию рассматривал как важнейший самостоятельный центр формирования ксерофильных групп насекомых. Установил «Палеархеарктическую» подобласть для фауны восточной Азии, сохранившей в малоизменённом виде свой древний, третичный облик. Автор одной из первых разработанных концепций политипического вида; на зоологическом материале отстаивал положение о специфичности географического ареала как одного из основных критериев вида и подвида (Семёнов-Тян-Шанский, 1910).

## Энтомология
Андрей Петрович Семёнов-Тян-Шанский организовал выпуск журналов «Ежегодник Зоологического музея Императорской Академии наук» и «Русское энтомологическое обозрение». В 1914 году А. П. Семёнова-Тян-Шанского избирают президентом Русского энтомологического общества. Им описано более 900 видов и подвидов различных жуков, также он изучал перепончатокрылых (Siricidae, Tenthredinidae, Chrysididae), уховёрток, прямокрылых, блох.
В течение нескольких лет (1890—1896 и 1899—1906) он редактировал многие издания Энтомологического общества, а в 1896 году при его участии возник «Ежегодник Зоологического музея Императорской Академии наук» — предок нынешних «Трудов Зоологического института РАН». В 1901 году вместе с Д. К. Глазуновым, Н. Р. Кокуевым, Н. Я. Кузнецовым, Т. С. Чичериным и другими энтомологами он основал журнал «Русское энтомологическое обозрение». В 1934 году А. П. Семёнову-Тян-Шанскому была присуждена степень доктора зоологии по совокупности работ.

## Разное
А. П. Семёнов-Тян-Шанский был не только известным энтомологом и пионером охраны природы, но откликался на самые разнообразные вопросы, писал о задачах естествознания и географии, городского благоустройства и военно-морского дела, и даже был избран председателем Российского Морского союза (на заре развития морской авиации он сумел оценить её будущее влияние на флот). Изучал творчество А. С. Пушкина, подготовив к печати большую работу «Сокровенные страницы биографии Пушкина». Также известен как блестящий переводчик Квинта Горация Флакка, он был хорошим знатоком латинской поэзии. Писал и стихотворения (главным образом о природе). В 1933 году он стал одним из немногих, кто открыто выступил с природоохранных позиций против строительства крупных ГЭС на Волге, за что подвергся нападкам со стороны лысенковцев, таких как печально известный академик И. И. Презент.
По случаю 50-летия И. И. Пузанов написал А. П. Семёнову-Тян-Шанскому посвящение:
Пред широтой твоей стою я изумлённый:
Большой натуралист, зоолог, землевед,
Арбитр изящного — изысканный эстет
Филолог и поэт, в поэзию влюблённый.
И хоть почти погас твой взгляд на склоне дней,
Но внутренний твой взор острее стал и зорче,
Предвидеть может дед, чего не видят внуки".
И. И. Пузанов. 
(А. П. Семёнову-Тян-Шанскому по случаю 50-летия)

## Избранные труды
Всего им опубликовано более 1080 научных и иных работ.
- Несколько соображений о прошлом фауны и флоры Крыма по поводу нахождения там горной куропатки (Caccabis Chukar G. R. Gray): (Доложено в заседании Физ.-мат. отд-ния 28 апр. 1899 г.) / [Соч.] Андрея Семёнова. — Санкт-Петербург: тип. Акад. наук, 1899. — 19 с. — (Записки Академии наук по Физико-математическому отделению; Т. 8. — № 6).
- Род Broscosoma Putz: (Coleoptera, Carabidae), его виды и их географическое распределение / Андрей Семёнов. — Санкт-Петербург: тип. Акад. наук, 1899. — 14 с.
- Род Pseudobroscus Sem: (Coleoptera, Carabidae), его генетические связи и значение в туранской фауне / [Соч.] Андрея Семенова. — [Санкт-Петербург]: тип. Акад. наук, [1899]. — 12 с.
- Callipogon (Eoxenus) relictus, sp. n., представитель неотропического рода дровосеков (Cerambycidae) в русской фауне / Андрей Семенов. — Санкт-Петербург: тип. Акад. наук, 1899. — 20 с.
- Об одном новом роде верблюдов (Coleoptera, Hydrophilidae) в связи с вопросом о морфологическом (морфоматическом) параллелизме / Андрей Семенов. — Санкт-Петербург: тип. Акад. наук, 1900. — 18 с.
- Русские виды родов Anechura Scudd. и Forficula (L.) Scudd. (Orthoptera, Forficulidae) и их географическое распределение / [Соч.] Андрея Семенова. — [Санкт-Петербург]: тип. Имп. Акад. наук, [1901]. — 18 с.
- Предварительный обзор среднеазиатских хрущей рода Rhizotrogus Latr., составляющих подрод Chionosoma (Kr.) Sem. (Coleoptera, Scarabaeidae) / [Соч.] Андрея Семенова (С.-Петербург). — Ярославль: типо-лит. Э. Г. Фальк, ценз. 1902. — 21 с.
- Dermatoptera, привезенные Н. А. Зарудным из путешествия 1900—1901 гг. по восточной Персии / [Соч.] Андрея Семенова. — [Санкт-Петербург]: тип. Имп. Акад. наук, [1902]. — 8 с.
- К фауне насекомых острова Колгуева: Coleoptera / [Соч.] Андрея Семенова. — [Санкт-Петербург]: тип. Акад. наук, [1904]. — 12 с.
- Несколько замечаний по вопросам классификации Coleoptera по поводу «Краткого обзора классификаций жесткокрылых» Г. Якобсона / [Соч.] Андрея Семенова (С.-Петербург). — [Санкт-Петербург], 1905. — 6 с.
- О направлении в развитии русского флота: Докл., прочит. в Лиге обновления флота 30 окт. 1907 г. и Записка по поводу доклада. [Н. Колоколов] / А. П. Семенов-Тян-Шанский. — Санкт-Петербург: Экон. типо-лит., 1907. — 30 с.
- Ближайшие задачи обновления флота: (Докл., прочит. в Клубе обществ. деятелей 10 янв. 1908 г.). — Санкт-Петербург: тип. «С.-Петерб. вед.», 1908. — 30 с.
- Таксономические границы вида и его подразделений: опыт точной категоризации низших систематических единиц // Зап. Акад. наук по физ.-мат. отд-нию. — 1910. — Т. 25. — № 1. — С. 1—29.
- Накануне разгрома последних резервов природы // Новое время. — 1911, 10 (23) июля. — № 12688.
- О новом представителе рода Rosalia Serv. (Coleoptera, Gerambycidae) из Южно-Уссурийского края. — [Санкт-Петербург, 1911
- Совместные задачи ботаники и зоологии, объединённых на почве географии // Изв. Имп. Рус. геогр. о-ва. — 1911. — Т. 47, вып. 1—5. — С. 1—14.
- Свободная природа, как великий живой музей, требует неотложных мер ограждения // Природа, — 1919. — № 4—6. — С. 199—216.
- Карта зоогеографических подразделений Палеарктической области для наземных сухопутных животных на основании географического распределения жесткокрылых насекомых [Карты] / сост. А. П. Семёновым Тян-Шанским. — Ленинград, [после 1924]. — 1 л.: одноцв.
- Географическое распределение жуков-кравчиков (триба Lethrini семейства Scarabaeidae) в связи с их классификацией // Изв. АН СССР. — 1934. — Т. 7, вып. 9. — С. 1387—1402.
- Пределы и зоогеографические подразделения Палеарктической области для наземных сухопутных животных на основании географического распределения жесткокрылых насекомых // Тр. Зоол. ин-та АН СССР. — 1935. — Т. 2, вып. 2—3. — С. 397—410 [эта же работа опубл. отдельно: М., Л.: Изд-во АН СССР, 1936. — 16 с.]
- Общий очерк фауны кожистокрылых (Dermaptera) СССР // Изв. АН СССР. Отд-ние мат. и естеств. наук. — 1935. — № 5. — С. 825—831.
- Основные черты истории развития альпийских фаун // Изв. АН СССР. Отд-ние мат. и естеств. наук. — 1937. — С. 1211—1222.
- Новые данные к истории развития фауны пустынной зоны Евразии // Природа. — 1937. — № 1. — С. 99—102.